# 古营盘站
古营盘站，位于中华人民共和国内蒙古乌兰察布市集宁区泉山街道榆树湾，邮政编码012211，建于1989年，2008年7月由察哈尔右翼前旗迁至现址，是京包铁路的一个车站。离北京站499公里，离包头站333公里。距上行车站苏集站7公里，距下行车站集宁南站10公里。该站隶属呼和浩特铁路局集宁站。不办理客货运业务，为三等车站，本站及相邻上下行区间均为电气化区段。